# Maxmilián Kolbe a svobodné zednářství
Maxmilian Kolbe, polský katolický světec, mučedník v Osvětimi, je známý nejen okolnostmi svého mučednictví, ale také založením „Rýtířstva Neposkvrněné“ (Militia Immaculatae - MI), hnutí, které má šířit kultu Panny Marie, ale také upozornit katolickou církev na zkreslení křesťanské (zejména katolické) nauky o víře všude naočkované svobodným zednářstvím a poskytnout katolické apologetice informativní, kulturní a praktické obranné nástroje proti zednářství. 
Z této činnosti a prací je možné rekonstruovat jeho myšlenku ve vztahu k svobodnému zednářství. Rytířstvo Neposkvrněné je uspořádáno jako Mariino vojsko, které si klade za cíl pokojnou cestou konverzi a posvěcení všech. Podle M. Kolbeho jsou v Rytířstvu 3. stupně rytířů. Podobně i svobodozednářský mistr má také povolen přístup k systémům zednářských vysokých stupňů, které vrcholí v rytířských a pseudo-chrámových stupních. Zdá se, že mezi těmito dvěma kulturními strukturami existuje něco podobného.
Ale co píše sv. Maximilián a co si myslí proti zednářství? Hlavní témata kolbánského „zednářství“ jsou: 
1. Filozoficko-etický naturalismus;
2. Sionismus jako vrchol světa svobodného zednářství;
3. Orfický had jako tajný inspirátor a průvodce svobodného zednářství
4. Svobodní zednáři jako sužebníci Luciferovi.

## Svobodozednářský naturalismus
Je to filosofický a etický naturalismus naplněný metodologickým a antidogmatickým principem tolerance mezi zednáři. Kolbe ignoruje přítomnost jiného naturalismu, vycházejícího z orfických mystérií pohanského náboženství. Ve vztahu k zednářskému naturalismu Kolbe cituje antizednářskou encykliku Humanum Genus papeže Lea XIII (1884), která v tomto filozofickém přístupu vidí základy svobodného zednářského myšlení a praxe. 

## Kolbe a Protokoly sionistických mudrců
Z pohledu bibliografie se Kolbe také opírá o Protokoly sionistických mudrců, které dnes kritici prohlásili za nespolehlivé. Kolbe se však snaží odvodit své myšlenky ze samotných dokumentů zednářů (Konstituce, obřady, manuály, komentáře, různá studia...) a z vyznání zednářů, kteří se vrátili ke křesťanství. Neexistuje žádný zájem o Kolbeův zájem o vztahy, které se tehdy oslavovaly mezi zednářstvím a židovsko-kabalistickým esoterismem, které jsou předmětem pozdějších studií. 

## Orfická sybolika v zednářství podle Kolbeho
Kolbe také těží z vyznávané mytologie orfického hada (obvykle malovaného v kruhu s ocasem propíchnutým v ústech), který anticírkevní a antikřesťanský postoj moderního zednářství prakticky ztotožňuje s postojem hada v Gen 3:15. Přestože neznal symbolické použití orfického hada při sebevzdělávání ve svobodném zednářství.

## Svobodné zednářství je skutečnou líhní satanských služebníků
Objevuje to ze samotných dokumentů zednářství. Kolbe na ně však naléhá křesťanskou lásku: Rytířstvo Neposkvrněné se musí neustále modlit za jejich návrat k Bohu; musí šířit pravou křesťanskou a katolickou doktrínu a nikdy nepoužívat pomluvu k diskreditaci své doktríny. Nástroje, které se používají k dosažení cíle, jsou zejména modlitba, pokání, tisková propaganda a dialog. Kromě prezentace pravé katolické nauky se Kolbe zavazuje informovat katolíky, že členství v svobodozednářské lóži  je prakticky stejné jako popření jejich křesťanské víry, ne-li náhle, alespoň postupně. A to je kvůli neslučitelnosti mezi katolicismem (a křesťanstvím obecně) a antropocentrickým, imanentním, subjektivním, relativistickým zednářským doktrinálním jádrem.